# YUMENO
『YUMENO』（ユメノ）は、2005年に公開された日本映画。厳冬の北海道を舞台に、ある殺人を機に彷徨う、3人の若者の魂の軌跡を描いたロードムービーである。モントリオール世界映画祭、釜山国際映画祭、レインダンス映画祭他に出品。
1992年に千葉県市川市行徳で発生した事件（市川一家4人殺害事件）を基に作られている。

## あらすじ
19歳の少年ヨシキは借金取りに追われ、ある日間違いで犯した女子高生ユメノの家に忍び込み、騒ぎ立てられ弾みで一家の人間を殺してしまい、現場をユメノに見られてしまう。仕方なく彼女を無理やり道連れにし、遺体処理を手伝わせるが、運悪く母親に会いに行こうとしていた小学生に目撃されるが……。

## スタッフ
- 監督・脚本：鎌田義孝
- プロデューサー：浅野博貴、朝倉大介、岩田治樹
- 脚本：井土紀州
- 音楽：山田勳生
- 撮影：鍋島淳裕
- 照明：福田裕左
- 録音：吉田憲義
- 編集：金子尚樹
- 助監督：坂本礼
- 制作担当：山野久治
- 製作：ムービング・ピクチャーズ・ジャパン
- 配給・宣伝：アルゴ・ピクチャーズ
- 上映時間：93分

## キャスト
- 沢井ユメノ：菜葉菜
- ヨシキ：小林且弥
- 島田リョウ：金井史更
- サリ：夏生ゆうな
- 島田良昌：伊藤猛
- 森川：柳ユーレイ
- 堀口：長井秀和
- 堀口雅子：渡辺真起子
- 沢井秀雄：小木茂光
- 沢井朋美：内田春菊
- 哲也：寺島進
- 菊池：貴山侑哉
- 車の男：ガンビーノ小林
- 渓流の男：吉見幸洋
- 渓流の女：中村美玲、ひよこ
- ヤクザ：飯島大介